# 索科德
索科德位于多哥中部，是该国第二大城市，2022年人口115,442人。當地的宗教以伊斯蘭教為主，70%的人口是穆斯林，其余30%是基督徒。
多哥总统福雷·纳辛贝出生于该市。